# Milbemycin
Các milbemycins là một nhóm các macrolide liên quan về mặt hóa học với avermectin và được phân lập lần đầu tiên vào năm 1972 từ Streptomyces hygroscopicus. Chúng được sử dụng trong y học thú y như là tác nhân chống ký sinh trùng chống giun, ve và bọ chét.

## Ví dụ

| Tên              | = R 1      | = R 2   | CẦU 3                          |
| ---------------- | ---------- | ------- | ------------------------------ |
| Milbemectin      | -H, (β)    | -H, -H  | -CH3: -CH 2 CH 3 = 3: 7        |
| Milbemycin oxime | = NOH      | -H, -H  | -CH3: -CH 2 CH 3 = 3: 7        |
| Moxidectin       | -H, (β)    | = NOCH3 | (Z) -C(CH 3) = CH- CH (CH 3) 2 |
| Nemadectin       | -H, (β)-OH | -H, (α) | (Z) -C(CH 3) = CH- CH (CH 3) 2 |